# Грендерих
Грендерих (њем. Grenderich) општина је у њемачкој савезној држави Рајна-Палатинат. Једно је од 92 општинска средишта округа Кохем-Цел. Према процјени из 2010. у општини је живјело 428 становника. Посједује регионалну шифру (AGS) 7135037.

## Географски и демографски подаци
Грендерих се налази у савезној држави Рајна-Палатинат у округу Кохем-Цел. Општина се налази на надморској висини од 400 метара. Површина општине износи 8,5 km². У самом мјесту је, према процјени из 2010. године, живјело 428 становника. Просјечна густина становништва износи 50 становника/km².